# Boucles de la Mayenne 2025
La 50e édition des Boucles de la Mayenne a lieu du 29 mai au 1er juin 2025 en France, dans le département de la Mayenne. La course fait partie du calendrier UCI ProSeries 2025, le deuxième niveau de compétition dans l'ordre d'importance du cyclisme sur route masculin, en catégorie 2.Pro.
Comme pour l'édition précédente, le Crédit Mutuel est à nouveau partenaire pour cette édition.

## Parcours
Les Boucles de la Mayenne 2025 se composent d'un prologue de 5,4 km dans les rues de Laval puis de trois étapes en ligne organisées dans les différentes parties du département de la Mayenne pour une distance totale de 545 km. La deuxième étape est la plus longue et la plus dure avec cinq côtes répertoriées à gravir et un dénivelé positif de 3 529 m.

## Équipes participantes
Vingt-deux équipes participent à la course : neuf UCI WorldTeams, neuf équipes continentales professionnelles et quatre équipe continentale :
| WorldTeams (9)- Cofidis - Decathlon AG2R La Mondiale Team - Groupama-FDJ - Arkéa-B&B Hotels - XDS Astana Team - Movistar Team - EF Education-EasyPost - Team Jayco AlUla - Intermarché-Wanty ProTeams (9)- Team TotalEnergies - Wagner Bazin WB - Solution Tech-Vini Fantini - Burgos-Burpellet-BH - Tudor Pro Cycling Team - Q36.5 Pro Cycling Team - Caja Rural-Seguros RGA - Lotto - Unibet Tietema Rockets Équipes continentales (4)- Saint Michel-Preference Home-Auber 93 - Nice Métropole Côte d'Azur - CIC U Nantes - Van Rysel-Roubaix |
| |

## Étapes
| Étape     | Date   | Villes étapes                    | type                        | Distance (km) | Dénivelé (m) | Vainqueur d'étape | Leader du classement général |
| --------- | ------ | -------------------------------- | --------------------------- | ------------- | ------------ | ----------------- | ---------------------------- |
| Prologue  | 29 mai | Laval – Laval                    | contre-la-montre individuel | 5,4           | 57 m         | Thibaud Gruel     | Thibaud Gruel                |
| 1re étape | 30 mai | Saint-Berthevin – Juvigné        | étape vallonnée             | 166           | 2 085 m      | Pierre Latour     | Thibaud Gruel                |
| 2e étape  | 31 mai | Sainte-Suzanne-et-Chammes – Bais | étape vallonnée             | 210,2         | 3 529 m      | Aaron Gate        | Aaron Gate                   |
| 3e étape  | 1 juin | Javron-les-Chapelles – Laval     | étape vallonnée             | 163,4         | 1 799 m      | Marius Mayrhofer  | Aaron Gate                   |

## Diffusion
Depuis 2017, l'épreuve est retransmise en direct à la télévision par la chaîne L'Équipe. Cette édition peut également être suivi sur le player Eurosport.
Depuis 2024, la retransmission est assurée par France3 Pays de Loire.

## Déroulement de la course

### Prologue
Thibaud Gruel part dans les dix derniers, Benoît Cosnefroy part avant-dernier. C'est Gruel qui remporte ce prologue.
| \| Classement de l'étape \| Classement de l'étape \| Classement de l'étape \| Classement de l'étape \| Classement de l'étape \| \| Coureur \| Coureur \| Pays \| Équipe \| Temps \| \| --------------------- \| --------------------- \| --------------------- \| -------------------------- \| --------------------- \| \| 1er \| Thibaud Gruel \| France \| Groupama-FDJ \| \| \| 2e \| Benoît Cosnefroy \| France \| Decathlon-AG2R La Mondiale \| + 3 s \| \| 3e \| Rory Townsend \| Irlande \| Q36.5 Pro Cycling Team \| + 6 s \| \| 4e \| Arthur Kluckers \| Luxembourg \| Tudor Pro Cycling Team \| + 6 s \| \| 5e \| Marijn van den Berg \| Pays-Bas \| EF Education-EasyPost \| + 7 s \| \| 6e \| Noa Isidore \| France \| Decathlon-AG2R La Mondiale \| + 7 s \| \| 7e \| Paul Lapeira \| France \| Decathlon-AG2R La Mondiale \| + 7 s \| |                     |            |                            |       |
| |                     |            |                            |       |
| |                     |            |                            |       |
| Classement de l'étape |                     |            |                            |       |
| Coureur | Coureur             | Pays       | Équipe                     | Temps |
| 1er | Thibaud Gruel       | France     | Groupama-FDJ               |       |
| 2e | Benoît Cosnefroy    | France     | Decathlon-AG2R La Mondiale | + 3 s |
| 3e | Rory Townsend       | Irlande    | Q36.5 Pro Cycling Team     | + 6 s |
| 4e | Arthur Kluckers     | Luxembourg | Tudor Pro Cycling Team     | + 6 s |
| 5e | Marijn van den Berg | Pays-Bas   | EF Education-EasyPost      | + 7 s |
| 6e | Noa Isidore         | France     | Decathlon-AG2R La Mondiale | + 7 s |
| 7e | Paul Lapeira        | France     | Decathlon-AG2R La Mondiale | + 7 s |

| \| Classement général \| Classement général \| Classement général \| Classement général \| Classement général \| \| Coureur \| Coureur \| Pays \| Équipe \| Temps \| \| ------------------ \| ------------------- \| ------------------ \| -------------------------- \| ------------------ \| \| 1er \| Thibaud Gruel \| France \| Groupama-FDJ \| \| \| 2e \| Benoît Cosnefroy \| France \| Decathlon-AG2R La Mondiale \| + 3 s \| \| 3e \| Rory Townsend \| Irlande \| Q36.5 Pro Cycling Team \| + 6 s \| \| 4e \| Arthur Kluckers \| Luxembourg \| Tudor Pro Cycling Team \| + 6 s \| \| 5e \| Marijn van den Berg \| Pays-Bas \| EF Education-EasyPost \| + 7 s \| \| 6e \| Noa Isidore \| France \| Decathlon-AG2R La Mondiale \| + 7 s \| \| 7e \| Paul Lapeira \| France \| Decathlon-AG2R La Mondiale \| + 7 s \| |                     |            |                            |       |
| |                     |            |                            |       |
| |                     |            |                            |       |
| Classement général |                     |            |                            |       |
| Coureur | Coureur             | Pays       | Équipe                     | Temps |
| 1er | Thibaud Gruel       | France     | Groupama-FDJ               |       |
| 2e | Benoît Cosnefroy    | France     | Decathlon-AG2R La Mondiale | + 3 s |
| 3e | Rory Townsend       | Irlande    | Q36.5 Pro Cycling Team     | + 6 s |
| 4e | Arthur Kluckers     | Luxembourg | Tudor Pro Cycling Team     | + 6 s |
| 5e | Marijn van den Berg | Pays-Bas   | EF Education-EasyPost      | + 7 s |
| 6e | Noa Isidore         | France     | Decathlon-AG2R La Mondiale | + 7 s |
| 7e | Paul Lapeira        | France     | Decathlon-AG2R La Mondiale | + 7 s |

### 1reétape
| \| Classement de l'étape \| Classement de l'étape \| Classement de l'étape \| Classement de l'étape \| Classement de l'étape \| \| Coureur \| Coureur \| Pays \| Équipe \| Temps \| \| --------------------- \| --------------------- \| --------------------- \| ---------------------- \| --------------------- \| \| 1er \| Pierre Latour \| France \| Team TotalEnergies \| \| \| 2e \| Biniam Girmay \| Érythrée \| Intermarché-Wanty \| + 3 s \| \| 3e \| Paul Penhoët \| France \| Groupama-FDJ \| + 3 s \| \| 4e \| Jelte Krijnsen \| Pays-Bas \| Team Jayco AlUla \| + 3 s \| \| 5e \| Giacomo Nizzolo \| Italie \| Q36.5 Pro Cycling Team \| + 3 s \| \| 6e \| Valentin Retailleau \| France \| Team TotalEnergies \| + 3 s \| \| 7e \| Carlos Canal \| Espagne \| Movistar Team \| + 3 s \| |                     |          |                        |       |
| |                     |          |                        |       |
| |                     |          |                        |       |
| Classement de l'étape |                     |          |                        |       |
| Coureur | Coureur             | Pays     | Équipe                 | Temps |
| 1er | Pierre Latour       | France   | Team TotalEnergies     |       |
| 2e | Biniam Girmay       | Érythrée | Intermarché-Wanty      | + 3 s |
| 3e | Paul Penhoët        | France   | Groupama-FDJ           | + 3 s |
| 4e | Jelte Krijnsen      | Pays-Bas | Team Jayco AlUla       | + 3 s |
| 5e | Giacomo Nizzolo     | Italie   | Q36.5 Pro Cycling Team | + 3 s |
| 6e | Valentin Retailleau | France   | Team TotalEnergies     | + 3 s |
| 7e | Carlos Canal        | Espagne  | Movistar Team          | + 3 s |

| \| Classement général \| Classement général \| Classement général \| Classement général \| Classement général \| \| Coureur \| Coureur \| Pays \| Équipe \| Temps \| \| ------------------ \| ------------------- \| ------------------ \| -------------------------- \| ------------------ \| \| 1er \| Thibaud Gruel \| France \| Groupama-FDJ \| \| \| 2e \| Benoît Cosnefroy \| France \| Decathlon-AG2R La Mondiale \| + 3 s \| \| 3e \| Rory Townsend \| Irlande \| Q36.5 Pro Cycling Team \| + 6 s \| \| 4e \| Paul Lapeira \| France \| Decathlon-AG2R La Mondiale \| + 6 s \| \| 5e \| Arthur Kluckers \| Luxembourg \| Tudor Pro Cycling Team \| + 6 s \| \| 6e \| Marijn van den Berg \| Pays-Bas \| EF Education-EasyPost \| + 7 s \| \| 7e \| Noa Isidore \| France \| Decathlon-AG2R La Mondiale \| + 7 s \| |                     |            |                            |       |
| |                     |            |                            |       |
| |                     |            |                            |       |
| Classement général |                     |            |                            |       |
| Coureur | Coureur             | Pays       | Équipe                     | Temps |
| 1er | Thibaud Gruel       | France     | Groupama-FDJ               |       |
| 2e | Benoît Cosnefroy    | France     | Decathlon-AG2R La Mondiale | + 3 s |
| 3e | Rory Townsend       | Irlande    | Q36.5 Pro Cycling Team     | + 6 s |
| 4e | Paul Lapeira        | France     | Decathlon-AG2R La Mondiale | + 6 s |
| 5e | Arthur Kluckers     | Luxembourg | Tudor Pro Cycling Team     | + 6 s |
| 6e | Marijn van den Berg | Pays-Bas   | EF Education-EasyPost      | + 7 s |
| 7e | Noa Isidore         | France     | Decathlon-AG2R La Mondiale | + 7 s |

### 2eétape
Comme la veille, Pierre Latour attaque dans le final, mais cette fois-ci quelques kilomètres plus tôt. Il se fait rattraper et dépasser par le Néo-Zélandais Aaron Gate avant la ligne.
| \| Classement de l'étape \| Classement de l'étape \| Classement de l'étape \| Classement de l'étape \| Classement de l'étape \| \| Coureur \| Coureur \| Pays \| Équipe \| Temps \| \| --------------------- \| --------------------- \| --------------------- \| ---------------------- \| --------------------- \| \| 1er \| Aaron Gate \| Nouvelle-Zélande \| XDS Astana Team \| \| \| 2e \| Pierre Latour \| France \| Team TotalEnergies \| \| \| 3e \| Milan Menten \| Belgique \| Lotto \| + 5 s \| \| 4e \| Amaury Capiot \| Belgique \| Arkéa-B&B Hotels \| + 5 s \| \| 5e \| Rory Townsend \| Irlande \| Q36.5 Pro Cycling Team \| + 5 s \| \| 6e \| Benjamin Thomas \| France \| Cofidis \| + 5 s \| \| 7e \| Lukáš Kubiš \| Slovaquie \| Unibet Tietema Rockets \| + 5 s \| |                 |                  |                        |       |
| |                 |                  |                        |       |
| |                 |                  |                        |       |
| Classement de l'étape |                 |                  |                        |       |
| Coureur | Coureur         | Pays             | Équipe                 | Temps |
| 1er | Aaron Gate      | Nouvelle-Zélande | XDS Astana Team        |       |
| 2e | Pierre Latour   | France           | Team TotalEnergies     |       |
| 3e | Milan Menten    | Belgique         | Lotto                  | + 5 s |
| 4e | Amaury Capiot   | Belgique         | Arkéa-B&B Hotels       | + 5 s |
| 5e | Rory Townsend   | Irlande          | Q36.5 Pro Cycling Team | + 5 s |
| 6e | Benjamin Thomas | France           | Cofidis                | + 5 s |
| 7e | Lukáš Kubiš     | Slovaquie        | Unibet Tietema Rockets | + 5 s |

| \| Classement général \| Classement général \| Classement général \| Classement général \| Classement général \| \| Coureur \| Coureur \| Pays \| Équipe \| Temps \| \| ------------------ \| ------------------- \| ------------------ \| -------------------------- \| ------------------ \| \| 1er \| Aaron Gate \| Nouvelle-Zélande \| XDS Astana Team \| \| \| 2e \| Pierre Latour \| France \| Team TotalEnergies \| \| \| 3e \| Thibaud Gruel \| France \| Groupama-FDJ \| + 2 s \| \| 4e \| Paul Lapeira \| France \| Decathlon-AG2R La Mondiale \| + 4 s \| \| 5e \| Benoît Cosnefroy \| France \| Decathlon-AG2R La Mondiale \| + 6 s \| \| 6e \| Rory Townsend \| Irlande \| Q36.5 Pro Cycling Team \| + 9 s \| \| 7e \| Marijn van den Berg \| Pays-Bas \| EF Education-EasyPost \| + 10 s \| |                     |                  |                            |        |
| |                     |                  |                            |        |
| |                     |                  |                            |        |
| Classement général |                     |                  |                            |        |
| Coureur | Coureur             | Pays             | Équipe                     | Temps  |
| 1er | Aaron Gate          | Nouvelle-Zélande | XDS Astana Team            |        |
| 2e | Pierre Latour       | France           | Team TotalEnergies         |        |
| 3e | Thibaud Gruel       | France           | Groupama-FDJ               | + 2 s  |
| 4e | Paul Lapeira        | France           | Decathlon-AG2R La Mondiale | + 4 s  |
| 5e | Benoît Cosnefroy    | France           | Decathlon-AG2R La Mondiale | + 6 s  |
| 6e | Rory Townsend       | Irlande          | Q36.5 Pro Cycling Team     | + 9 s  |
| 7e | Marijn van den Berg | Pays-Bas         | EF Education-EasyPost      | + 10 s |

### 3eétape
Les trois échappés se disputent les secondes de bonification. Seul Marius Mayrhofer résiste au retour du peloton et gagne l'étape. Paul Lapeira tente de faire le sprint du peloton mais il est dépassé par les deux sprinteurs Biniam Girmay et Bryan Coquard. Le classement général est inchangé.
| \| Classement de l'étape \| Classement de l'étape \| Classement de l'étape \| Classement de l'étape \| Classement de l'étape \| \| Coureur \| Coureur \| Pays \| Équipe \| Temps \| \| --------------------- \| --------------------- \| --------------------- \| -------------------------- \| --------------------- \| \| 1er \| Marius Mayrhofer \| Allemagne \| Tudor Pro Cycling Team \| 3 h 32 min 54 s \| \| 2e \| Biniam Girmay \| Érythrée \| Intermarché-Wanty \| + 32 s \| \| 3e \| Bryan Coquard \| France \| Cofidis \| + 32 s \| \| 4e \| Paul Lapeira \| France \| Decathlon-AG2R La Mondiale \| + 32 s \| \| 5e \| Paul Penhoët \| France \| Groupama-FDJ \| + 32 s \| \| 6e \| Giacomo Nizzolo \| Italie \| Q36.5 Pro Cycling Team \| + 32 s \| \| 7e \| Marijn van den Berg \| Pays-Bas \| EF Education-EasyPost \| + 32 s \| |                     |           |                            |                 |
| |                     |           |                            |                 |
| |                     |           |                            |                 |
| Classement de l'étape |                     |           |                            |                 |
| Coureur | Coureur             | Pays      | Équipe                     | Temps           |
| 1er | Marius Mayrhofer    | Allemagne | Tudor Pro Cycling Team     | 3 h 32 min 54 s |
| 2e | Biniam Girmay       | Érythrée  | Intermarché-Wanty          | + 32 s          |
| 3e | Bryan Coquard       | France    | Cofidis                    | + 32 s          |
| 4e | Paul Lapeira        | France    | Decathlon-AG2R La Mondiale | + 32 s          |
| 5e | Paul Penhoët        | France    | Groupama-FDJ               | + 32 s          |
| 6e | Giacomo Nizzolo     | Italie    | Q36.5 Pro Cycling Team     | + 32 s          |
| 7e | Marijn van den Berg | Pays-Bas  | EF Education-EasyPost      | + 32 s          |

## Classements finals

### Classement général final
| \| Classement général \| Classement général \| Classement général \| Classement général \| Classement général \| \| Coureur \| Coureur \| Pays \| Équipe \| Temps \| \| ------------------ \| ------------------- \| ------------------ \| -------------------------- \| ------------------ \| \| 1er \| Aaron Gate \| Nouvelle-Zélande \| XDS Astana Team \| 12 h 41 min 56 s \| \| 2e \| Pierre Latour \| France \| Team TotalEnergies \| + 1 s \| \| 3e \| Thibaud Gruel \| France \| Groupama-FDJ \| + 3 s \| \| 4e \| Paul Lapeira \| France \| Decathlon-AG2R La Mondiale \| + 5 s \| \| 5e \| Benoît Cosnefroy \| France \| Decathlon-AG2R La Mondiale \| + 7 s \| \| 6e \| Rory Townsend \| Irlande \| Q36.5 Pro Cycling Team \| + 10 s \| \| 7e \| Amaury Capiot \| Belgique \| Arkéa-B&B Hotels \| + 10 s \| \| 8e \| Marijn van den Berg \| Pays-Bas \| EF Education-EasyPost \| + 11 s \| \| 9e \| Clément Izquierdo \| France \| Cofidis \| + 12 s \| \| 10e \| Anthon Charmig \| Danemark \| XDS Astana Team \| + 13 s \| |                     |                  |                            |                  |
| |                     |                  |                            |                  |
| |                     |                  |                            |                  |
| Classement général |                     |                  |                            |                  |
| Coureur | Coureur             | Pays             | Équipe                     | Temps            |
| 1er | Aaron Gate          | Nouvelle-Zélande | XDS Astana Team            | 12 h 41 min 56 s |
| 2e | Pierre Latour       | France           | Team TotalEnergies         | + 1 s            |
| 3e | Thibaud Gruel       | France           | Groupama-FDJ               | + 3 s            |
| 4e | Paul Lapeira        | France           | Decathlon-AG2R La Mondiale | + 5 s            |
| 5e | Benoît Cosnefroy    | France           | Decathlon-AG2R La Mondiale | + 7 s            |
| 6e | Rory Townsend       | Irlande          | Q36.5 Pro Cycling Team     | + 10 s           |
| 7e | Amaury Capiot       | Belgique         | Arkéa-B&B Hotels           | + 10 s           |
| 8e | Marijn van den Berg | Pays-Bas         | EF Education-EasyPost      | + 11 s           |
| 9e | Clément Izquierdo   | France           | Cofidis                    | + 12 s           |
| 10e | Anthon Charmig      | Danemark         | XDS Astana Team            | + 13 s           |

### Classements annexes
| Classement par points | Classement par points | Classement par points | Classement par points      | Classement par points |
| Coureur               | Coureur               | Pays                  | Équipe                     | Points                |
| --------------------- | --------------------- | --------------------- | -------------------------- | --------------------- |
| 1er                   | Pierre Latour         | France                | Team TotalEnergies         | 57 pts                |
| 2e                    | Biniam Girmay         | Érythrée              | Intermarché-Wanty          | 46 pts                |
| 3e                    | Marius Mayrhofer      | Allemagne             | Tudor Pro Cycling Team     | 35 pts                |
| 4e                    | Paul Lapeira          | France                | Decathlon-AG2R La Mondiale | 35 pts                |
| 5e                    | Rory Townsend         | Irlande               | Q36.5 Pro Cycling Team     | 35 pts                |

| Classement par points | Classement par points | Classement par points | Classement par points      | Classement par points |
| Coureur               | Coureur               | Pays                  | Équipe                     | Points                |
| --------------------- | --------------------- | --------------------- | -------------------------- | --------------------- |
| 1er                   | Pierre Latour         | France                | Team TotalEnergies         | 57 pts                |
| 2e                    | Biniam Girmay         | Érythrée              | Intermarché-Wanty          | 46 pts                |
| 3e                    | Marius Mayrhofer      | Allemagne             | Tudor Pro Cycling Team     | 35 pts                |
| 4e                    | Paul Lapeira          | France                | Decathlon-AG2R La Mondiale | 35 pts                |
| 5e                    | Rory Townsend         | Irlande               | Q36.5 Pro Cycling Team     | 35 pts                |

| Classement de la montagne | Classement de la montagne | Classement de la montagne | Classement de la montagne | Classement de la montagne |
| Coureur                   | Coureur                   | Pays                      | Équipe                    | Points                    |
| ------------------------- | ------------------------- | ------------------------- | ------------------------- | ------------------------- |
| 1er                       | Lenaïc Langella           | France                    | CIC U Nantes              | 64 pts                    |
| 2e                        | Alessandro De Marchi      | Italie                    | Team Jayco AlUla          | 24 pts                    |
| 3e                        | Célestin Guillon          | France                    | Van Rysel-Roubaix         | 20 pts                    |
| 4e                        | Baptiste Veistroffer      | France                    | Lotto                     | 17 pts                    |
| 5e                        | Andreas Stokbro           | Danemark                  | Unibet Tietema Rockets    | 15 pts                    |

| Classement de la montagne | Classement de la montagne | Classement de la montagne | Classement de la montagne | Classement de la montagne |
| Coureur                   | Coureur                   | Pays                      | Équipe                    | Points                    |
| ------------------------- | ------------------------- | ------------------------- | ------------------------- | ------------------------- |
| 1er                       | Lenaïc Langella           | France                    | CIC U Nantes              | 64 pts                    |
| 2e                        | Alessandro De Marchi      | Italie                    | Team Jayco AlUla          | 24 pts                    |
| 3e                        | Célestin Guillon          | France                    | Van Rysel-Roubaix         | 20 pts                    |
| 4e                        | Baptiste Veistroffer      | France                    | Lotto                     | 17 pts                    |
| 5e                        | Andreas Stokbro           | Danemark                  | Unibet Tietema Rockets    | 15 pts                    |

| Classement du meilleur jeune | Classement du meilleur jeune | Classement du meilleur jeune | Classement du meilleur jeune | Classement du meilleur jeune |
| Coureur                      | Coureur                      | Pays                         | Équipe                       | Temps                        |
| ---------------------------- | ---------------------------- | ---------------------------- | ---------------------------- | ---------------------------- |

| Classement du meilleur jeune | Classement du meilleur jeune | Classement du meilleur jeune | Classement du meilleur jeune | Classement du meilleur jeune |
| Coureur                      | Coureur                      | Pays                         | Équipe                       | Temps                        |
| ---------------------------- | ---------------------------- | ---------------------------- | ---------------------------- | ---------------------------- |

| Classement par équipes | Classement par équipes | Classement par équipes | Classement par équipes |
| Équipe                 | Équipe                 | Pays                   | Temps                  |
| ---------------------- | ---------------------- | ---------------------- | ---------------------- |

| Classement par équipes | Classement par équipes | Classement par équipes | Classement par équipes |
| Équipe                 | Équipe                 | Pays                   | Temps                  |
| ---------------------- | ---------------------- | ---------------------- | ---------------------- |

### Classement UCI
La course attribue des points aux coureurs pour le Classement mondial UCI 2025 selon le barème suivant :
| Position           | 1er | 2e  | 3e  | 4e  | 5e | 6e | 7e | 8e | 9e | 10e | 11e | 12e | 13e | 14e | 15e | 16e à 30e | 31e à 40e |
| Classement général | 200 | 150 | 125 | 100 | 85 | 70 | 60 | 50 | 40 | 35  | 30  | 25  | 20  | 15  | 10  | 5         | 3         |
| Par étape          | 20  | 10  | 5   |     |    |    |    |    |    |     |     |     |     |     |     |           |           |
| Leader, par étape  | 5   |     |     |     |    |    |    |    |    |     |     |     |     |     |     |           |           |

## Évolution des classements
| Étape              | Vainqueur          | Classement général | Classement par points | Classement de la montagne | Classement du meilleur jeune | Classement par équipes     |
| ------------------ | ------------------ | ------------------ | --------------------- | ------------------------- | ---------------------------- | -------------------------- |
| P                  | Thibaud Gruel      | Thibaud Gruel      | Thibaud Gruel         | non décerné               | Thibaud Gruel                | Decathlon AG2R La Mondiale |
| 1                  | Pierre Latour      | Thibaud Gruel      | Thibaud Gruel         | Lenaïc Langella           | Thibaud Gruel                | Decathlon AG2R La Mondiale |
| 2                  | Aaron Gate         | Aaron Gate         | Pierre Latour         | Lenaïc Langella           | Thibaud Gruel                | EF Education-EasyPost      |
| 3                  | Marius Mayrhofer   | Aaron Gate         | Pierre Latour         | Lenaïc Langella           | Thibaud Gruel                | EF Education-EasyPost      |
| Classements finals | Classements finals | Aaron Gate         | Pierre Latour         | Lenaïc Langella           | Thibaud Gruel                | EF Education-EasyPost      |

## Liste des participants
| Légende                             | Légende                                                                                                  | Légende                                | Légende                                                                                         |
| ----------------------------------- | --- | -------------------------------------- | ----------------------------------------------------------------------------------------------- |
| Num                                 | Dossard de départ porté par le coureur sur ce Boucles de la Mayenne                                      | Pos                                    | Position finale au classement général                                                           |
| Leader du classement général        | Indique le vainqueur du classement général                                                               | Leader du classement par points        | Indique le vainqueur du classement par points                                                   |
| Leader du classement de la montagne | Indique le vainqueur du classement de la montagne                                                        | Leader du classement du meilleur jeune | Indique le vainqueur du classement du meilleur jeune                                            |
|                                     | Indique un maillot de champion national ou mondial, suivi de sa spécialité                               | #                                      | Indique la meilleure équipe                                                                     |
| NP                                  | Indique un coureur qui n'a pas pris le départ d'une étape, suivi du numéro de l'étape où il s'est retiré | AB                                     | Indique un coureur qui n'a pas terminé une étape, suivi du numéro de l'étape où il s'est retiré |
| HD                                  | Indique un coureur qui a terminé une étape hors des délais, suivi du numéro de l'étape                   | DSQ                                    | Indique un coureur qui a été disqualifié de la course, suivi du numéro de l'étape               |
| *                                   | Indique un coureur en lice pour le classement du meilleur jeune (coureurs nés après le 1er janvier 1998) |                                        |                                                                                                 |